# Estación Carampangue
Carampangue es una antigua estación ubicada en la comuna chilena de Arauco y formó parte de FC Particular a Curanilahue, que pasó a manos de los  Ferrocarriles del Estado en la década de 1950. Forma parte del subramal Concepción-Curanilahue. Fue cabecera del subsubramal Carampangue - Arauco, que fue levantado. la estación así como la vía se hallan desaparecidas y levantadas.
- Datos: Q5748873